# Армяне в Норвегии

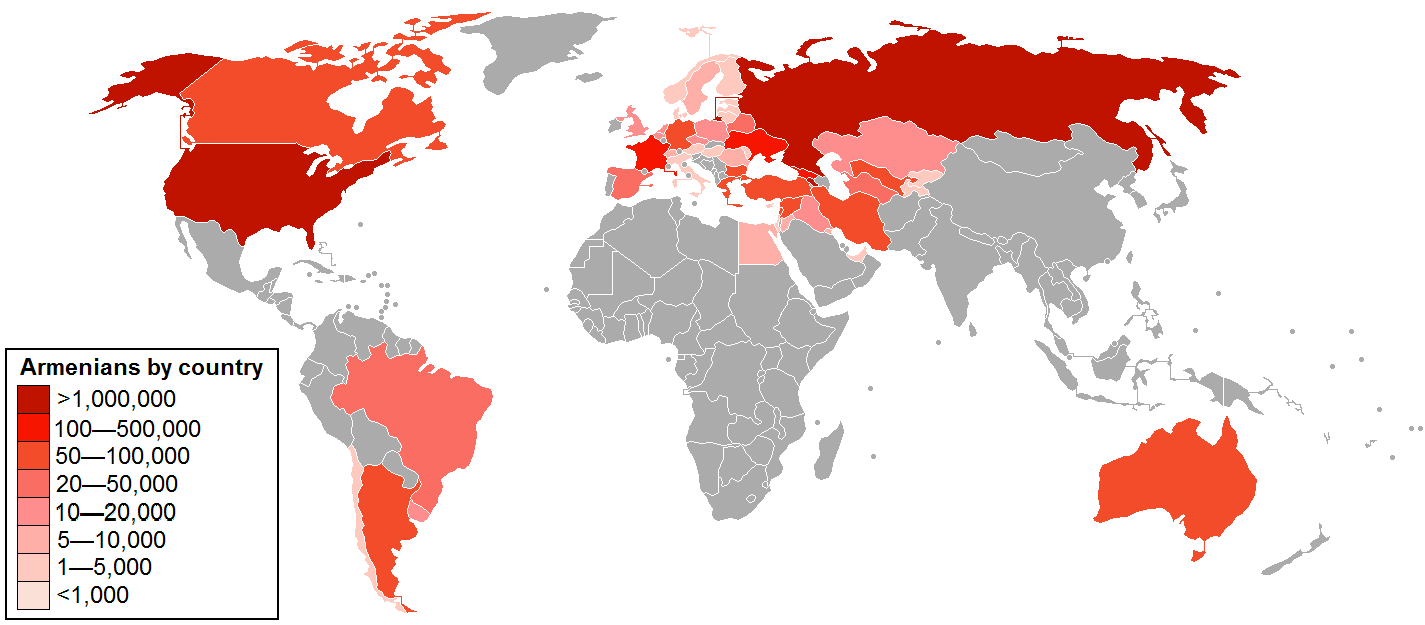
Карта расселения армян в мире

Армяне в Норвегии (норв. Armenere i Norge, арм. Հայերը Նորվեգիայում) — община этнических армян, проживающих в Норвегии. Точное число армян в стране неизвестно, но по неофициальным данным оно оценивается примерно от 1000 до 2500 человек. Армянская миграция в Норвегию происходит в основном из стран Ближнего Востока, но в последние годы наблюдается увеличение притока мигрантов из Армении. Большая часть этнических армян живут в столице Норвегии Осло. В основном заняты в сфере обслуживания, а также ремесленники и мелкие торговцы.

## История
Армяне начали переселяться в Норвегию с 1970 года, сначала это были в основном армяне из Ливана и Ирана, с 1990 года начался приток мигрантов из Армении.

## Армянская община
В Норвегии существует одна армянская воскресная школа, в которой преподают армянский язык и историю Армении.
Представительским органом армянской общины в Норвегии является Армяно-норвежский союз (глава Фред Искандарян), также существует несколько территориальных гражданских объединения этнических армян. В 2001 и 2012 году Армяно-норвежский союз обращался к правительству Норвегии с требованием официально признать геноцид армян. Однако Норвегия пока официально не признала геноцид армян. 21 апреля 2007 года в городе Берген был установлен хачкар, посвященный норвежскому полярному исследователю, ученому, дипломату, лауреату Нобелевской премии мира 1922 года Фритьофу Нансену, который сделал большой вклад в развитие армянской диаспоры, а также к жертвам Геноцида армян 1915 года.

## Религия
Большинство армян принадлежат к Армянской Апостольской Церкви Престола Святого Эчмиадзина, а также имеется небольшое число армян-католиков, принадлежащих к Армянской Католической Церкви.